# 安藤信正
安藤 信正（あんどう のぶまさ）は、江戸時代後期の大名。陸奥国磐城平藩5代藩主。官位は従四位下・侍従、長門守、対馬守。対馬守系安藤家10代。幕末に若年寄、次いで老中を務めた。

## 生涯

### 家督相続
文政2年11月25日（1820年）、磐城平藩4代藩主・安藤信由の嫡男として磐城平藩江戸藩邸にて誕生。母は大河内松平信明の娘。幼名は欽之進、後に欽之介。元服時の初名は信睦（のぶゆき）、老中在職中に信行（のぶゆき）、さらに信正へ改名している。
天保6年（1835年）3月15日、11代将軍・徳川家斉に御目見する。同年12月16日、従五位下・伊勢守に叙任する。後に長門守、対馬守と改める。
弘化4年（1847年）8月2日、父の死により家督を継ぐ。弘化5年（1848年）1月23日、奏者番に就任する。

### 老中在任期
安政5年（1858年）8月2日、寺社奉行加役を経て、大老・井伊直弼の下で若年寄となる。安政7年（1860年）には老中となるが、直後の桜田門外の変で直弼が暗殺される。信正は紆余曲折を経て事態を収拾した後、直弼に罷免されていた久世広周を老中に再任させ、以後この2人が幕政を事実上取り仕切る最高権力者となった（久世・安藤政権）。
信正は安政の大獄を起こした井伊直弼の強硬路線を否定し、穏健政策を取ることで朝幕関係を深めていこうと考えた（公武合体）。文久2年（1862年）には、直弼の跡を継いで彦根藩主となった井伊直憲に亡父の責任を取らせる形で10万石を減封させている。信正の公武合体策の一つが、孝明天皇の妹・和宮の14代将軍・徳川家茂への降嫁の実現であった。長州藩士・長井雅楽の航海遠略策を承認したのも公武合体の一環であった。
また、この頃になると日本国内では攘夷論の高揚など政情不安からアメリカ公使館通訳ヘンリー・ヒュースケン殺害事件などの問題が起こっていたが、当時はアメリカが南北戦争で日本に介入できなかったこともあって、信正は無難にこれを処理することに成功した。また、諸外国と条約を結んだことから問題となっていた金貨流出問題や物価高騰問題などに対しても防止政策を行うなど、幕末の政局安定化に努めた。

### 坂下門外の変
文久2年（1862年）1月15日、和宮降嫁問題によって反幕感情を抱いていた尊王攘夷派の水戸浪士の襲撃を受け、背中に負傷したが一命は取り止めた（坂下門外の変）。しかもその直後、包帯姿でイギリスの公使ラザフォード・オールコックと会見している。このとき、オールコックは負傷しながらも幕府の権力者として意地を見せる信正の姿に感嘆したという。
しかし、幕閣の一部から「背中に傷を受けるというのは、武士の風上にも置けぬ」と非難の声が上がる。その上、女性問題やアメリカのタウンゼント・ハリスとの収賄問題などが周囲から囁かれる。町奉行与力の佐久間長敬は、安藤が自宅に町芸者を招いてオールコックに不埒な真似をさせたのは憤激に堪えない、浪人でなくても怒るのは当たり前だとしていた。4月11日に老中を罷免され、溜間詰格への敬遠を余儀なくされた（6月2日に久世も罷免され、長井も藩論が攘夷論に転換して失脚した）。その後、隠居・謹慎を命じられ、所領のうち2万石を減封された。跡を長男の信民に継がせたが、ほどなく翌文久3年（1863年）8月10日に死去したため、甥の信勇を藩主とした。

### 明治維新期
大政奉還を経て慶応4年（1868年）に明治政府が発足すると、若年の信勇に代わって、本領で藩政を指揮した。
上坂昇の曾祖父にあたる上坂助太夫は城代となり、新政府に恭順する現藩主信勇の意に反し総監として抵抗したが、居城の磐城平城は落城、信正は降伏、謹慎を余儀なくされた。その後、明治2年（1869年）9月10日に永蟄居の処分が解かれた。
明治4年（1871年）10月8日に死去した。享年52（満51歳没）。法名は、謙徳院殿秀譽松巌鶴翁大居士。墓所は、福島県いわき市平古鍛冶町の川嶋山楢騎士院良善寺。
なお、翌明治5年（1872年）に信勇は隠居し、信正の遺児（信民の死後に生まれた）信守に家督を譲っている。

## 官歴
※日付＝旧暦
- 文政2年（1819年）12月28日 - 元服し、信睦と名乗る。
- 天保6年（1835年）12月16日 - 従五位下・伊勢守に叙任。
- 天保14年（1843年）閏9月12日 - 長門守に遷任（閏9月11日、老中に阿部伊勢守正弘が就任したため、遷任）。
- 弘化4年（1847年）
  - 5月5日 - 家督相続し、陸奥国磐城平藩主（5万石）となる。
  - 8月1日 - 江戸城の雁間詰となる。
- 弘化5年（1848年）1月23日 - 奏者番に補任。
- 嘉永4年（1851年）
  - 6月9日 - 寺社奉行加役（見習）。
  - 12月21日 - 寺社奉行（本役）。
- 安政3年（1856年）12月1日 - 対馬守に遷任。
- 安政5年（1858年）8月1日 - 若年寄。
- 安政6年（1859年）
  - 7月21日 - 勝手掛兼務。
  - 8月28日 - 常陸国水戸藩御用向取扱兼務。
- 安政7年（1860年）
  - 1月15日 - 老中に補任。外国御用取扱を兼務。
- 万延元年（1860年）
  - 閏3月18日 - 従四位下に昇叙。
  - 6月24日 - 侍従兼務。
  - 10月28日 - 諱を信行と改める。
  - 12月21日 - 勝手入用掛を兼務。
- 文久元年（1861年）3月21日 - 外国御用取扱の功により1万石加増。
- 文久2年（1862年）
  - 1月15日 - 坂下門外の変で負傷。
  - 3月26日 - 諱を信正と改める。
  - 4月11日 - 老中免職。江戸城の溜間詰格となる。
  - 8月16日 - 隠居謹慎処分。2万石召上。3万石となる。
  - 11月20日 - 永蟄居処分。
- 慶応4年/明治元年（1868年）
  - 3月1日 - 磐城平に帰国。鶴翁を号す。
  - 5月3日 - 奥羽越三十一藩同盟（盟主：陸奥国仙台藩主・伊達慶邦、軍事総督：輪王寺宮公現入道親王（後の北白川宮能久親王））が成立し、奥羽公議所を現在の宮城県白石に置く。
  - 7月13日 - 磐城平城陥落。
  - 9月14日 - 信正降伏し、謹慎する。
  - 12月7日 - 永蟄居処分。
- 明治2年（1869年）9月10日 - 永蟄居免ずる。

## 系譜
父母
- 安藤信由（父）
- 従 - 松平信明の娘（母）

正室
- 苞 - 松平宗発の娘

子女
- 長男：安藤信民
- 男子：安藤信守
- 女子：鈺子 - 堀之美正室、後に京極高典継室
- 女子 - 内藤正誠正室、後に副田欣一室

## 登場作品
テレビドラマ
- 『篤姫』（2008年、NHK大河ドラマ、演：白井晃）
- 『青天を衝け』（2021年、NHK大河ドラマ、演：岩瀬亮）

小説
- 「安藤信睦」（徳永真一郎『幕末閣僚伝』収録、毎日新聞社、のちPHP文庫）

漫画
- 『風雲児たち 幕末編』（みなもと太郎）